# Revue du Tarn
La Revue du Tarn est une publication trimestrielle créée par Émile Jolibois en 1875. Elle se consacre principalement à l'étude de l'histoire du département du Tarn. C'est l'une des plus anciennes revues départementales du territoire français.

## Histoire
La Revue du Tarn est fondée en 1875 par l'archiviste Émile Jolibois qui entend mettre en œuvre une « revue historique, littéraire et scientifique du département du Tarn ». Les premiers numéros publient principalement des travaux de Jolibois et s'appuient sur la Société des sciences, art et belles-lettres du Tarn qu'il fonde à Albi en 1878.
Émile Jolibois part à la retraite en 1880 et c'est alors l'archiviste Charles Portal qui le remplace. En 1894, c'est le fils d'Émile Jolibois, Jules Jolibois, qui prend la relève et c'est à cette même période que le format de la revue change ainsi que sa périodicité qui devient bimensuelle.
Cependant, la Première Guerre mondiale interrompt la publication de la revue en 1914. Il faut alors attendre 1935 pour que, sous l'impulsion de Louis-Charles Bellet, renaisse la revue qu'il décrit comme un « recueil ouvert aux investigations des historiens, aux échos de la vie intellectuelle et artistique, à la propagande touristique aussi bien qu’à l’examen des problèmes industriels et économiques dont dépend la prospérité ou la décadence du département ». La revue est alors trimestrielle et persiste jusqu'en 1946.
C'est alors en 1948 que se dessine la renaissance de la Revue du Tarn avec la fondation de la Fédération des sociétés intellectuelles du Tarn (FSIT). Toutefois c'est seulement en 1956, grâce à Étienne Grillou, que la revue se relance définitivement. Elle est alors trimestrielle et traite, selon Étienne Grillou de « l'histoire, les lettres françaises ou occitanes, les arts, les sciences, l’économie, le sport, l’actualité tarnaise ». 
Depuis 1956, quatre rédacteurs en chef se sont succédé : René Rouquier (1956-1978), Jean Roques (1978-1999), Robert Fabre (1999-2024) et Guillaume Gras (2024-).
L’équipe de la Revue du Tarn est complètement bénévole. Sa publication est soutenue par le conseil départemental et les villes d’Albi et de Castres. La Revue du Tarn est imprimée à l'Imprimerie coopérative du Sud-Ouest (ICSO) à Albi.
En 2015, l’Académie française lui décerne le prix Pierre-Benoit pour son numéro sur « Pierre Benoit l’Albigeois »,.